# Gino Vinicio Gentili

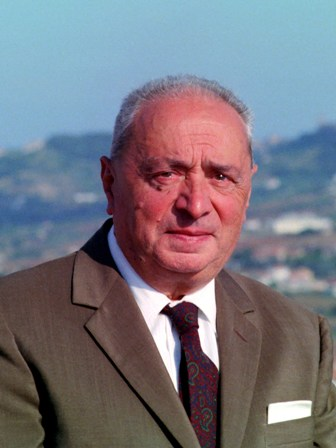
Gino Vinicio Gentili.

Gino Vinicio Gentili (Osimo, 27 de septiembre de 1914 - Bolonia, 29 de julio de 2006) fue un arqueólogo italiano, conocido por sus excavaciones en los restos arqueológicos de la isla de Sicilia, destacando sobre todos ellos el descubrimiento de la villa romana del Casale.
Ha participado en los siguientes trabajos arqueológicos:
- la excavación de la Villa tardo romana de Piazza Armerina, Villa del Casale;
- trabajos en el gran templo jónico de Siracusa;
- exploraciones en el anfiteatro romano de Siracusa;
- descubrimiento de una pequeña basílica bizantina en Santa Croce Camerina;
- descubrimiento de una villa romana en San Biagio di Castroreale Bagni;
- excavaciones en la ciudad etrusca de Marzabotto.